# Josef Čermák (poválečný politik)
Josef Čermák byl český a československý politik Komunistické strany Československa a poúnorový poslanec Národního shromáždění ČSR a Národního shromáždění ČSSR.

## Biografie
Ve volbách roku 1954 byl zvolen do Národního shromáždění za KSČ ve volebním obvodu Plzeň. Mandát obhájil ve volbách v roce 1960 (nyní již jako poslanec Národního shromáždění ČSSR za Západočeský kraj, podílel se na projednání ústavy ČSSR v roce 1960). V parlamentu setrval do konce funkčního období, tedy do voleb roku 1964.
K roku 1954 se profesně uvádí jako vedoucí slévárny oceli v Závodech V. I. Lenina. Byl nositelem vyznamenání Za vynikající práci.
10. sjezd KSČ ho zvolil za člena Ústředního výboru Komunistické strany Československa. 11. sjezd KSČ ho ve funkci potvrdil. 12. sjezd KSČ ho zvolil na post člena Ústřední kontrolní a revizní komise KSČ.